# William Robinson Pattangall

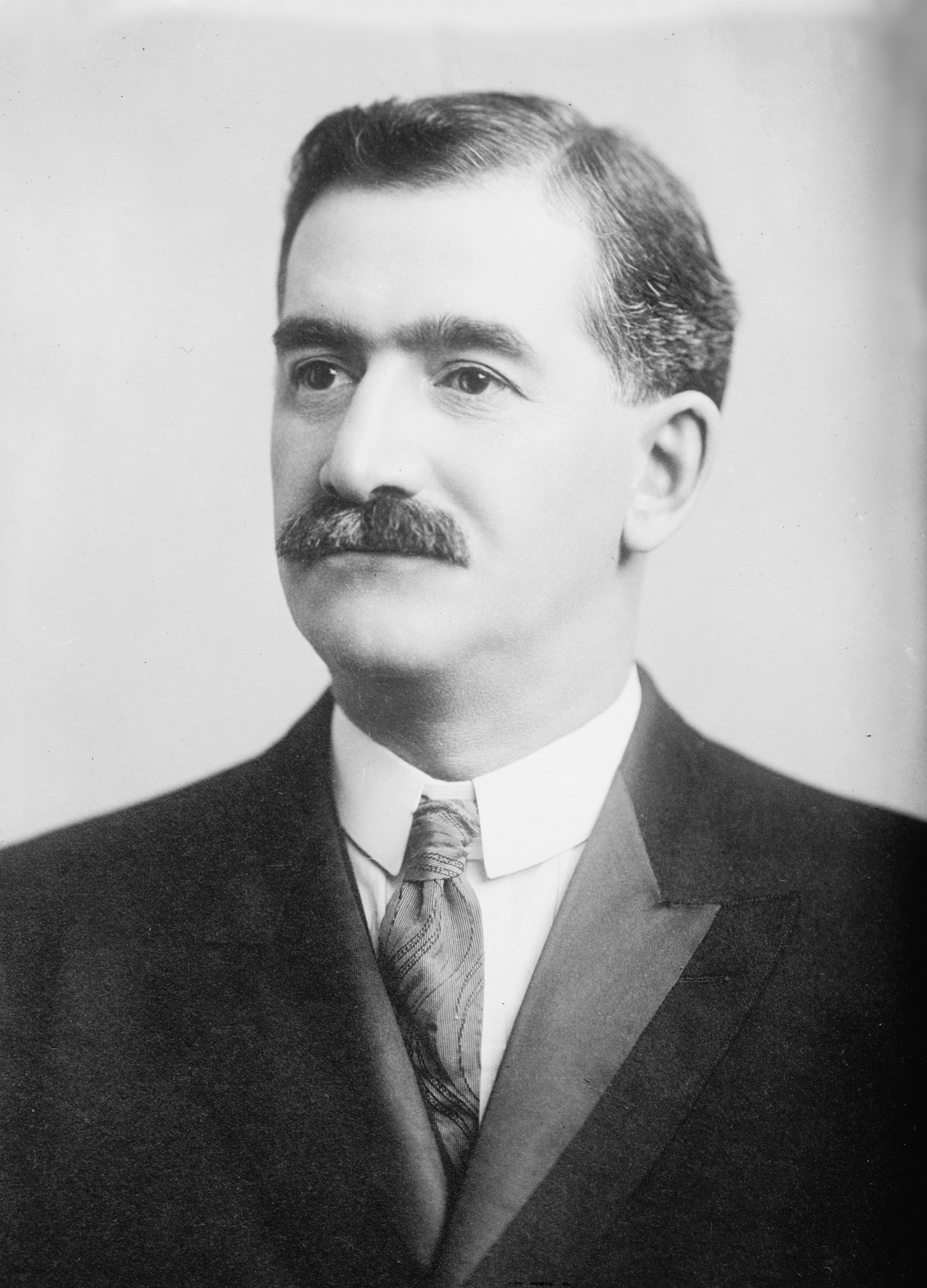
William Robinson Pattangall

William Robinson Pattangall (* 29. Juni 1865 in Pembroke, Maine; † 21. Oktober 1942 in Augusta, Maine) war ein US-amerikanischer Jurist und Politiker, der von 1911 bis 1912 und erneut von 1915 bis 1916 Maine Attorney General und ab 1926 Richter am Maine Supreme Judicial Court war.

## Leben
William Robinson Pattangall wurde als Sohn von Ezra Lincoln Pattangall (1829–1907) und Arathusa Brigham Longfellow Pattangall (1834–1922) geboren. Benannt wurde er nach seinem Onkel Captain William Robinson Pattangall, der 1864 im Sezessionskrieg gefallen war. Er besuchte die lokalen Schulen und studierte an der University of Maine. Dort machte er im Jahr 1884 seinen Abschluss.
Anschließend fuhr er zwei Jahre, bis 1886, als Steuermann bei seinem Bruder Captain Edwin Hobart Pattangall zur See. Von 1886 bis 1887 arbeitete er als Buchhalter der Keith Shoe Factory in Brockton, Massachusetts. Er studierte Rechtswissenschaften von 1888 bis 1893 und wurde im Jahr 1893 als Anwalt zugelassen.
Er zog nach Machias und eröffnete eine Kanzlei. Als Mitglied der Demokratischen Partei war er von 1897 bis 1898, erneut von 1901 bis 1902 und von 1909 bis 1912  Abgeordneter im Repräsentantenhaus von Maine. Pattangall zog nach Waterville und war von 1911 bis 1913 Bürgermeister von Waterville. Pattangall war von 1911 bis 1912 und erneut von 1915 bis 1916 Maine Attorney General.
Pattangall kandidierte zum Repräsentantenhaus der Vereinigten Staaten in den Jahren 1904, 1913 und 1914. Er war Mitglied des Maine  Democratic  State  Committee im Jahr 1905 und war Delegierter zur Democratic  National  Convention  von Maine in den Jahren 1920 und 1924. In den Jahren 1922 und 1924 kandidierte er um das Amt des Gouverneurs von Maine. Die Wahl im Jahr 1924 verlor er gegen Owen Brewster der in dieser Wahl vom Ku Klux Klan unterstützt wurde. Pattangall positionierte sich gegen den Klan.
Er wurde im Jahr 1926 zum Richter am Maine Supreme Judicial Court ernannt. Im Jahr 1930 dann zum Chief Justice ernannt. Diese Position hatte er bis 1935 inne. Als Mitglied der Republikanischen Partei nahm er an der Republican National Convention from Maine im Jahr 1936 teil.
Er war Präsident des Depositors Trusts Co., gehörte dem Unitarismus an und war Mitglied der Beta Theta Pi, der Phi Beta Kappa, zudem gehörte er den Freimaurern an. Dort war er Mitglied der Freimaurerlogen Knights Templar, Knights of Pythias und der Benevolent and Protective Order of Elks.
Von der University of Maine erhielt er im Jahr 1927 einen Ehrendoktor der Rechte und vom Bowdoin College einen weiteren im Jahr 1930.
William Robinson Pattangall heiratete im Jahr 1884 Jean Mary Johnson (1866–1887). Sie starb nach kurzer Ehe bereits an Fieber und hinterließ eine kleine Tochter. Nach ihrem Tod kehrte er von der Seefahrt zurück, kümmerte sich um die Tochter und heiratete in zweiter Ehe im Jahr 1892  Gertrude McKenzie Pattangall (1874–1950). Mit ihr hatte er drei weitere Töchter. Er starb am 21. Oktober 1942 in Augusta, Maine. Sein Grab befindet sich auf dem Forest Grove Cemetery in Augusta.